# Адрианопольский мир (1568)
Адрианопольский мир 1568 — мирный договор между императором Максимилианом II и османским султаном Селимом II, завершивший Австро-турецкую войну 1566—1568 годов. Был подписан в Адрианополе 17 февраля 1568 года.
После окончания военных действий и получения охранного свидетельства, в июне 1567 года император направил в Константинополь трех послов: хорвата Антуна Вранчича, штирийца Кристофа фон Тейфенбаха и голландца Альберта де Висса. 26 августа они прибыли в турецкую столицу и приступили к переговорам с великим визирем Мехмедом Соколлу. 21 сентября послы удостоились аудиенции у нового султана Селима II. После 14 раундов переговоров, 17 февраля 1568 года был заключен договор на 8 лет, подтвердивший турецкие завоевания, и, в основном, повторявший условия Адрианопольского перемирия 1547 года и Константинопольского мира 1559 года. Габсбурги обязались уважать права воевод Трансильвании, Молдавии и Валахии, а император должен был выплачивать султану ежегодную символическую дань в 30 тыс. флоринов за свои венгерские владения. Боевые действия прекращались; запрещались даже частые в пограничье поединки. Закреплялось разделение Среднего Подунавья и право каждой из сторон собирать налог с населения районов по обе стороны границы.
Создавалась комиссия по демаркации границы. Обе стороны имели право строить крепости в пограничных районах. Австрийцы воспользовались этим для создания Военной границы. Договор закрепил разделение Венгрии на три части: габсбургское Королевство Венгрию (30 комитатов), Османскую Венгрию (Будайский и Темешварский эйялеты) и княжество Трансильвании и частей Венгрии (османский вассал). Большую часть габсбургских владений составляли земли Верхней Венгрии (20 комитатов).
Хотя мирный договор часто нарушался, и в пограничных районах происходили столкновения, набеги и осады крепостей, его действие продлевалось в 1576 и 1583 годах на следующие 8 лет, вплоть до начала в 1591 году Тринадцатилетней («Долгой») войны. Историческое значение договора состояло в подведении черты под четырьмя десятилетиями масштабной османской экспансии на Среднем Дунае. Граница, установленная в 1568 году, зафиксировала сложившееся в регионе равновесие сил, и с небольшими изменениями просуществовала до конца XVII века.